# Saives
Ne doit pas être confondu avec Saive.
Saives est un hameau de Hesbaye, dans la province de Liège en Belgique. Situé à cinq kilomètres au sud de la ville de Waremme il fait administrativement partie de la commune de Faimes, en Région wallonne de Belgique. 

## Histoire
Situé à quelques kilomètres de l’ancienne voie romaine Bavay-Cologne (aujourd’hui RN 69), Saives semble avoir été plus important dans le passé qu’il ne l’est au XXIe siècle. Fief dépendant de la principauté de Liège, la Seigneurie de Saives avait sa ‘cour de justice’ au Moyen Âge. Dès le XIe siècle il s’y trouvait une chapelle publique et le village est mentionné dans un document de 1016.
La guerre franco-hollandaise de 1672 lui fut particulièrement funeste. Le village entier fut incendié par les troupes de Louis XIV y compris chapelle et château. Même si la vie reprit avec la reconstruction au cours du siècle suivant des château et chapelle, Saives ne resta plus jamais que ‘hameau’ du village de Celles qui lui est voisin. Avec la fusion des communes de Wallonie (1970) il fait aujourd’hui administrativement partie de la commune de Faimes. 

## Patrimoine
- La chapelle Saint-Blaise date du 18e siècle
- La chapelle Notre-Dame et Saint-Denis, date de 1754.

- Le tumulus est une très ancienne sépulture.

- Le Château Pecsteen, datant du XVIIIe siècle est un exemple typique d’architecture hesbignonne.  Il contient un vitrail armorié aux armes de la famille (1938) réalisé par Louis Struys.
- L'ancienne Chaussée romaine allant de Bavay à Cologne, passe à l'ouest de Saives.

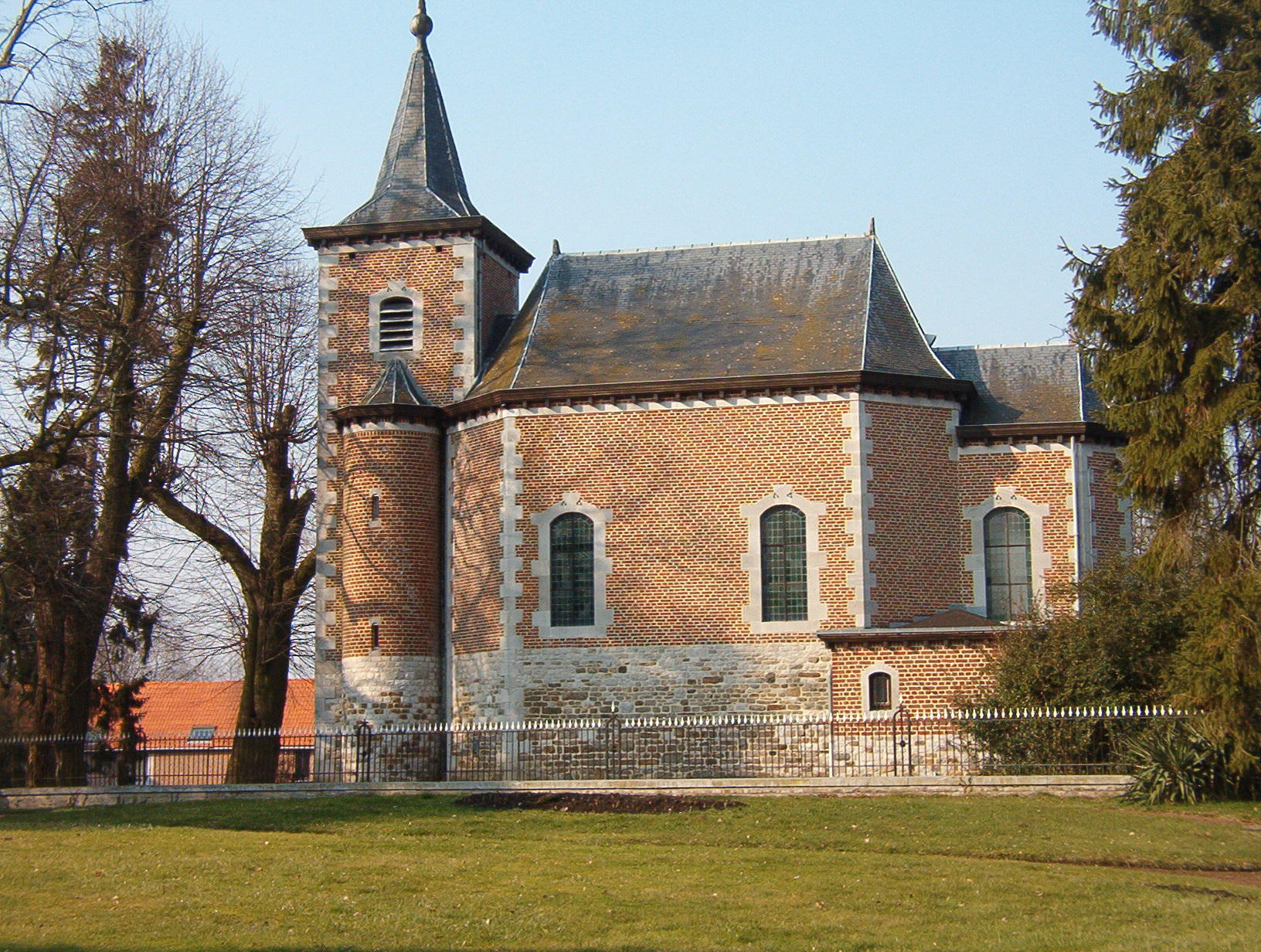
Chapelle Notre-Dame
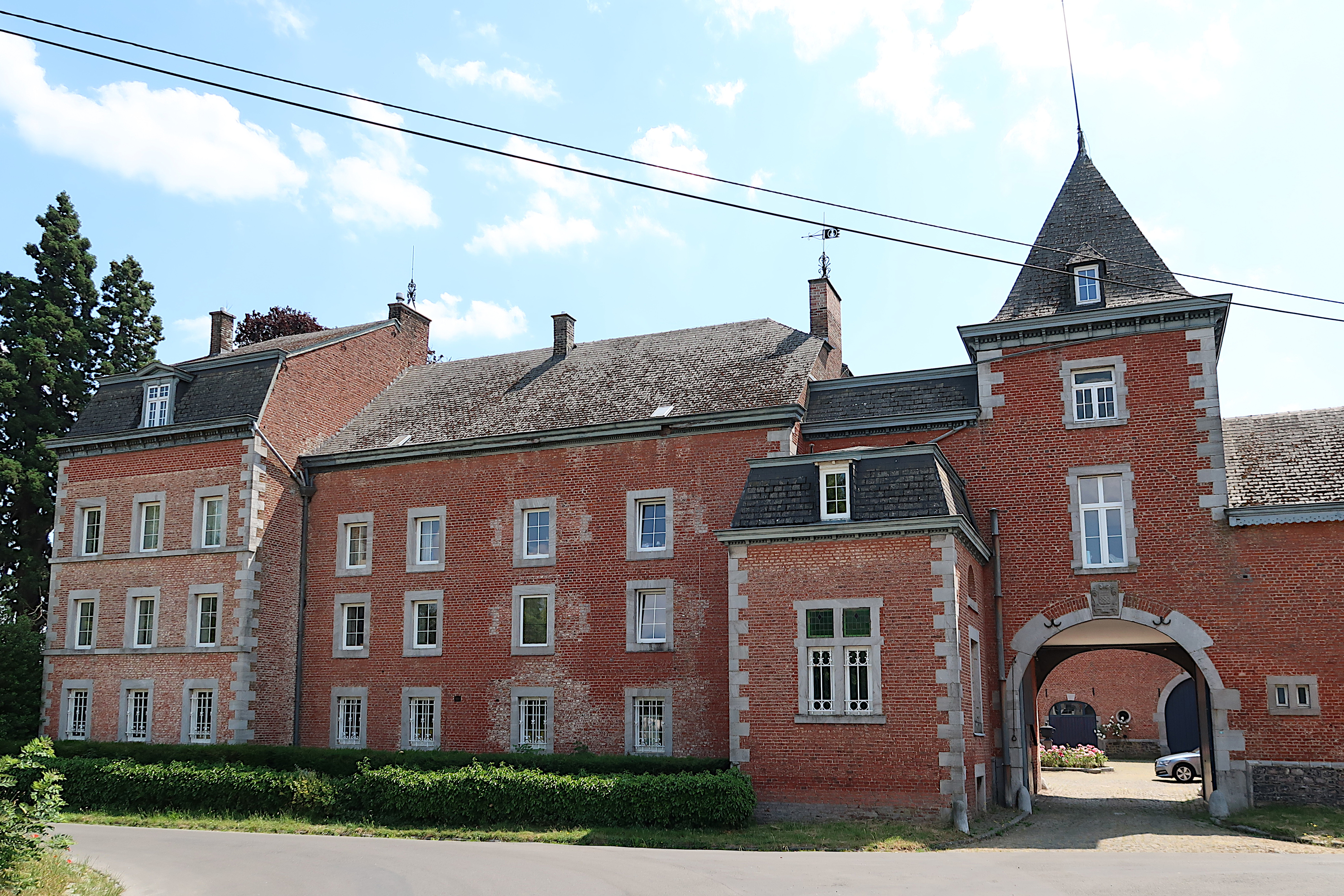
Château Pecsteen
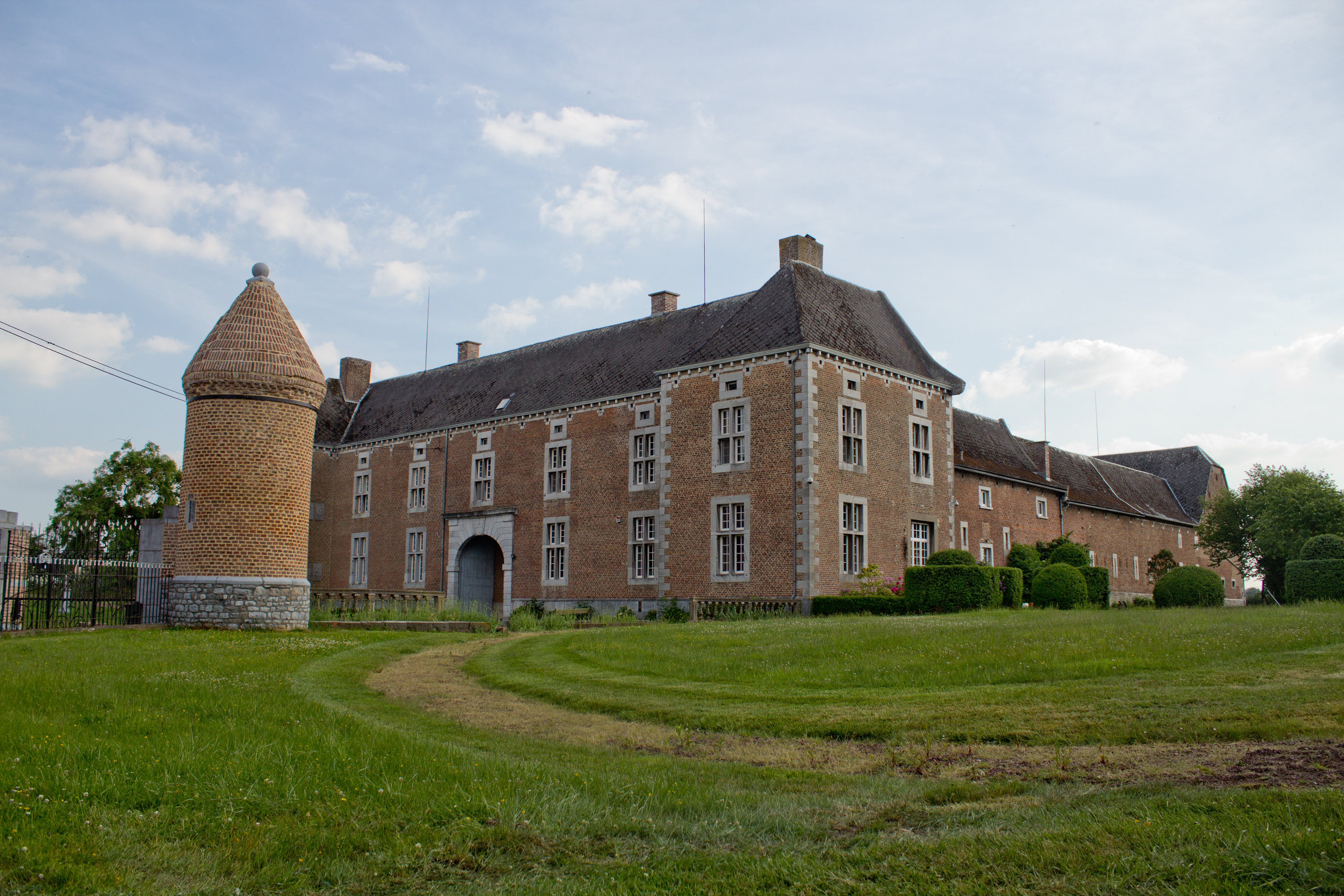
Chateau-ferme de Saives
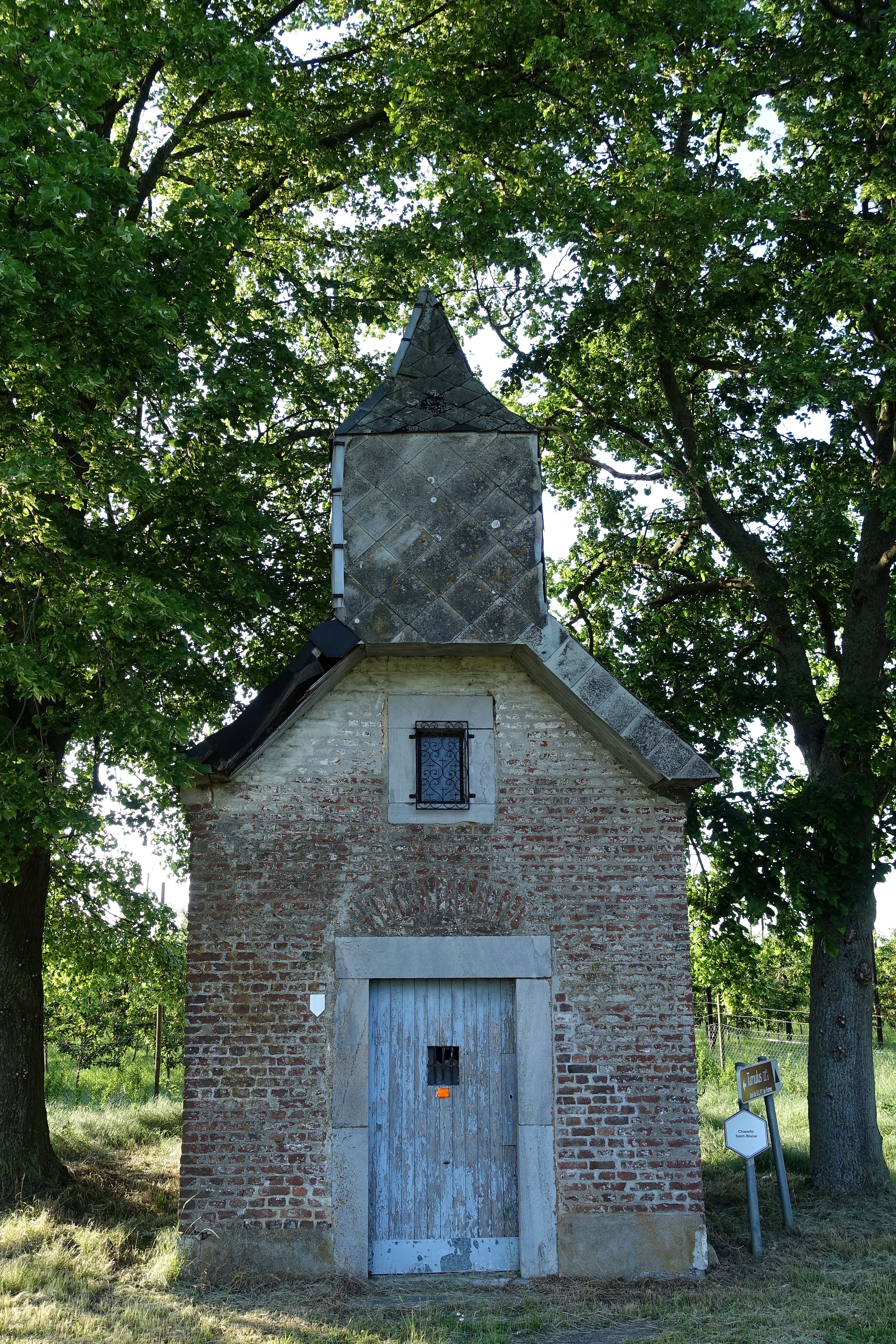
Chapelle Saint-Blaise
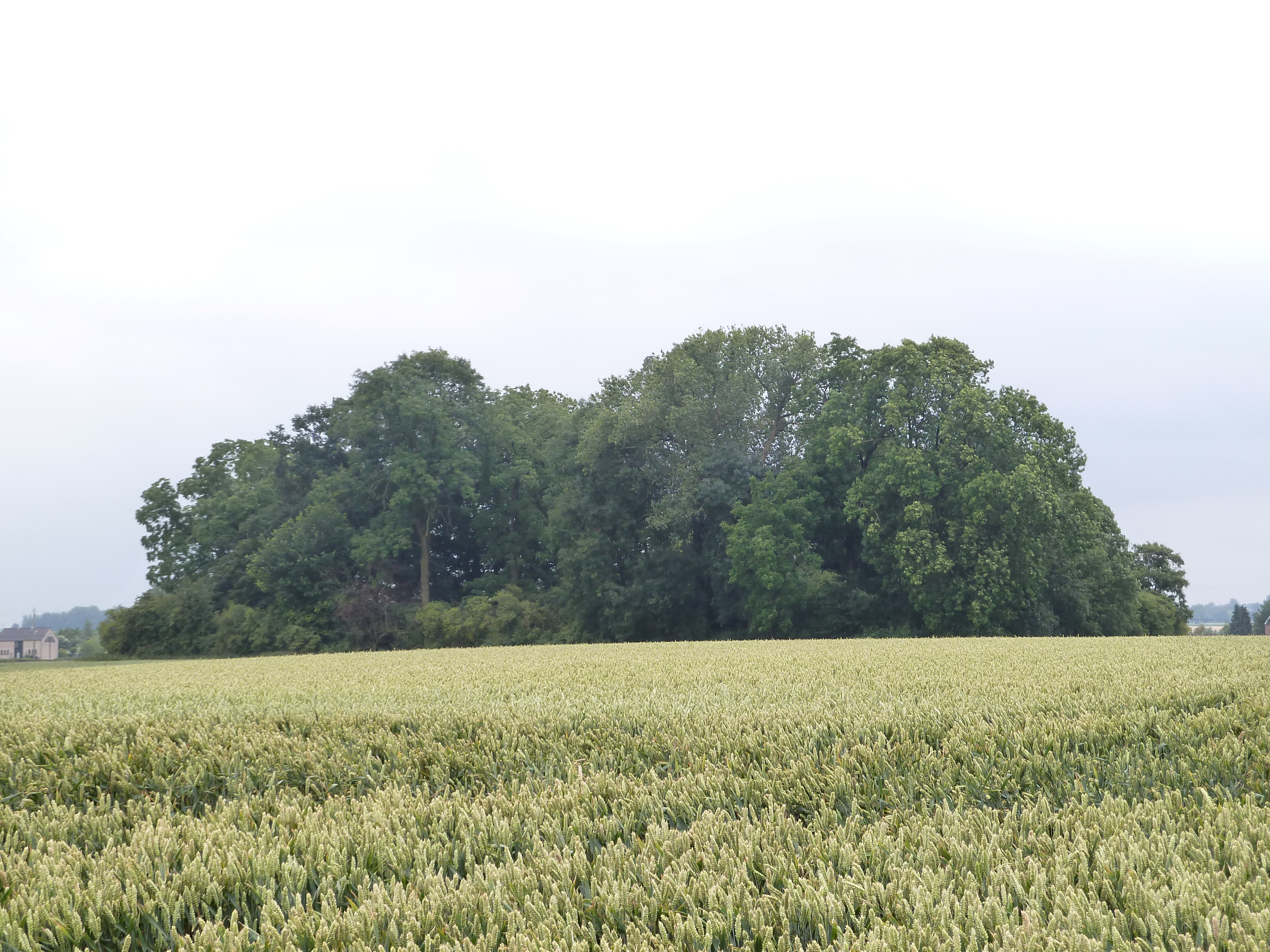
Tumulus de Saives